# Камен Дол
Камен Дол (мкд. Камен Дол) је насеље у Северној Македонији, у средишњем делу државе. Камен Дол је насеље у оквиру општине Росоман.

## Географија
Камен Дол је смештен у средишњем делу Северне Македоније. Од најближег већег града, Кавадараца, насеље је удаљено 12 km северно.
Насеље Камен Дол се налази у историјској области Тиквеш. Село је смештено у долини Црне реке, притоке Вардара, у југозападном ободу Тиквешке котлине. Насеље је положено на приближно 150 метара надморске висине, на првим бреговима изнад реке, који се даље ка западу издижу у брда и, на крају, планину Клепу.
Месна клима је измењена континентална са значајним утицајем Егејског мора (жарка лета).

## Становништво
Камен Дол је према последњем попису из 2002. године имао 91 становника.
Већинско становништво у насељу су етнички Македонци (100%).
Претежна вероисповест месног становништва је православље.